# رابطة كرة القدم الأوزبكية للمحترفين
رابطة كرة القدم الأوزبكية للمحترفين (بالأوزبكية: Oʻzbekiston professional futbol ligasi / Ўзбекистон профессионал футбол лигаси) — منظمة كرة قدم تدير وتشرف على النظام بأكمله لاتحادات كرة القدم في البلاد. في عام 2008، وبناء على توصية من الاتحاد الآسيوي لكرة القدم، تم فصله عن اتحاد كرة القدم في أوزبكستان ليصبح منظمة مستقلة.
ينسق إجراء مسابقات كرة القدم الاحترافية مثل الدوري الممتاز، ودوري المحترفين، ودوري الدرجة الأولى، وكأس أوزبكستان، وكأس الدوري، وكأس السوبر الأوزبكي، وبطولة أوزبكستان تحت 19 سنة وتحت 21 سنة، وما إلى ذلك. تنظيم المسابقات بين أندية كرة القدم، وتقديم التعليمات بشأن أنشطتها الرياضية والتنظيمية والإدارية، وكذلك العلاقات.
تسهيل تنظيم مسابقات كرة القدم على مختلف المستويات بالتعاون مع الوزارات والإدارات والشركات والمنظمات في أوزبكستان.
وهي واحدة من الدوريات الرائدة في آسيا من حيث الترخيص.
اعتبارًا من مارس 2025، أصبحت ست شركات في أوزبكستان رعاة رسميين للدوري. 

## تاريخ
في عام 1992، أصبح جزءًا من الهيكل التنظيمي لاتحاد كرة القدم في أوزبكستان وكان القسم المسؤول عن إقامة المسابقات الاحترافية لكرة القدم في أوزبكستان. في أوائل عام 2008، أوصى الاتحاد الآسيوي لكرة القدم اتحاد كرة القدم في أوزبكستان بتأسيس رابطة كرة القدم الباكستانية كمنظمة منفصلة. تم تأسيسه في 20 يونيو 2008 في الاجتماع العام لاتحاد كرة القدم وأندية كرة القدم في أوزبكستان وتم تسجيله من قبل وزارة العدل في جمهورية أوزبكستان في 2 يوليو. أصبح عضوًا في رابطة دوريات كرة القدم الاحترافية العالمية ‏ في 10 يناير 2023.

## الغرض والأهداف
الهدف الرئيسي لدوري كرة القدم المحترف الأوزبكي هو تنسيق عقد مسابقات كرة القدم الاحترافية على أراضي جمهورية أوزبكستان بين فرق كرة القدم في الدوري الممتاز والدوري المحترف والدوري الأول والدوري العالي والدوري الأول لكرة الصالات وكأس أوزبكستان وكأس الدوري وكأس السوبر الأوزبكي وجميع الفئات العمرية في أوزبكستان وتنظيم وإجراء المسابقات بين أندية كرة القدم وتنسيق مسابقات كرة القدم الاحترافية وتنظيم وإجراء المسابقات بين أندية كرة القدم بالإضافة إلى إدارة أنشطتها وعلاقاتها الرياضية والتنظيمية والإدارية.

## تاريخ
في عام 1992، كان الاتحاد جزءاً من الهيكل التنظيمي لاتحاد كرة القدم في أوزبكستان وكان القسم المسؤول عن إقامة مسابقات كرة القدم الاحترافية في أوزبكستان. في أوائل عام 2008، أوصى الاتحاد الآسيوي لكرة القدم الاتحاد الأوزبكي لكرة القدم بتأسيس رابطة كرة القدم المحترفة كمنظمة منفصلة. تم تأسيسه في 20 يونيو 2008 في الاجتماع العام لاتحاد كرة القدم وأندية كرة القدم في أوزبكستان وتم تسجيله من قبل وزارة العدل في جمهورية أوزبكستان في 2 يوليو.
من عام 2008 حتى عام 2018، عقد بطولة كرة القدم للشباب في أوزبكستان. ومن عام 2019 حتى 2023، أشرف على إقامة بطولة كرة القدم للسيدات (الدوري الممتاز، الدوري الأول، الكأس، كأس السوبر)، ومن 2017 حتى 2025، أقام بطولة كرة قدم الصالات (الدوري الممتاز، الكأس وغيرها) في أوزبكستان.
أصبحت عضواً في منتدى رابطة الدوريات العالمية في 10 يناير 2023.

## الغرض والأهداف
الهدف الرئيسي لدوري كرة القدم المحترف الأوزبكي هو تنسيق عقد مسابقات كرة القدم الاحترافية على أراضي جمهورية أوزبكستان بين فرق كرة القدم في الدوري الممتاز والدوري المحترف والدوري الأول والدوري العالي والدوري الأول لكرة الصالات وكأس أوزبكستان وكأس الدوري وكأس السوبر الأوزبكي وجميع الفئات العمرية في أوزبكستان وتنظيم وإجراء المسابقات بين أندية كرة القدم وتنسيق مسابقات كرة القدم الاحترافية وتنظيم وإجراء المسابقات بين أندية كرة القدم بالإضافة إلى إدارة أنشطتها وعلاقاتها الرياضية والتنظيمية والإدارية.
كل شهر وفقًا لتصويت الخبراء، تحدد الفائزين في ترشيحات أفضل لاعب وأفضل حكم وأفضل هدف في الدوري الأوزبكي الممتاز، وتنظم أعمال منحهم الجوائز. وتحدد كل شهر الفائزين في ترشيحات أفضل نادٍ لكرة القدم في أوزبكستان، وأفضل لاعب/لاعبة وأفضل حكم وأفضل حكم وغيرها من الترشيحات وتنظم أعمال منحهم الجوائز في نهاية العام.

## القادة
شغل فرهاد ماجاميتوف ‏ منصب الرئيس الأول للمنظمة في الفترة 2008-2017. من سبتمبر 2017 إلى 2019، ترأس أمون جافوروف المنظمة. وفي وقت لاحق، في عامي 2019-2020، تولى دافرون شوكوربانوف رئاسة المنظمة. تم تعيين ديور إمامخودجاييف ‏ ، الذي شغل منصب المدير العام مؤقتًا من عام 2020 إلى عام 2022، مديرًا عامًا للمنظمة في عام 2022.
| اسم               | مُعين       | خائب الأمل |
| ----------------- | ---------- | ---------- |
| فرهاد ماجاميتوف ‏  | 04.09.2008 | 04.09.2017 |
| أومون جافوروف     | 04.09.2017 | 17.06.2019 |
| دافرون شوكوربانوف | 17.06.2019 | 26.05.2020 |
| ديور إمام خوجايف  | 26.05.2020 | حتى الان   |

### اللجنة التنفيذية
ديور إمام خوجاييف، المدير العام.
أوديل أحمدوف، عضو اللجنة التنفيذية، نائب رئيس اتحاد كرة القدم الأوزبكي.
تولابيك أكراموف ‏، عضو اللجنة التنفيذية، رئيس نادي لوكوموتيف طشقند.
بهودير ميرزاييف، عضو اللجنة التنفيذية، المدير العام لـ Olmaliq FK.
أليشر يوسوبوف، عضو اللجنة التنفيذية، مدير نادي ناساف.
أويبخان إبراهيمخانوف، عضو اللجنة التنفيذية والمستشار القانوني لدوري كرة القدم الأوزبكي المحترف.

## المسابقات التي تقع ضمن اختصاص اتحاد كرة القدم الأوزبكي

### الدوري الأوزبكي الممتاز

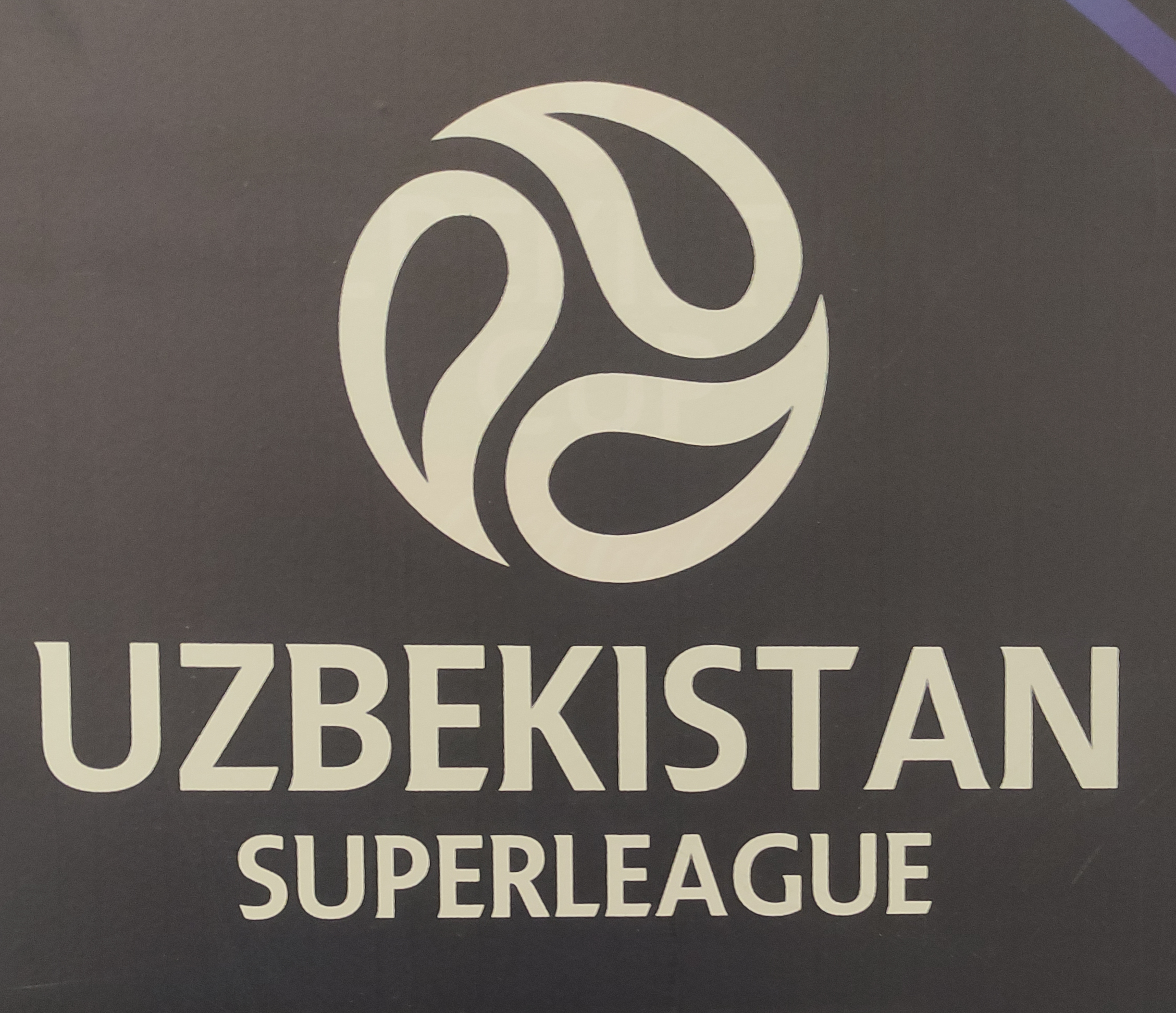
ازبکستان حرفه ای فوتبال لیگ

الدوري الأوزبكي الممتاز هو أعلى درجة في نظام مسابقات كرة القدم في أوزبكستان، وتشارك فيه أندية كرة القدم المحترفة. تقام البطولة في الفترة من مارس إلى نوفمبر ويلعب كل فريق 26 مباراة. اعتبارًا من عام 2019، سيطلق على البطولة اسم دوري بيبسي الممتاز أولاً، ثم دوري كوكا كولا الممتاز اعتبارًا من عام 2020. واعتبارًا من عام 2024، سيُطلق عليه دوري أرتيل الممتاز. في تاريخ بطولات أوزبكستان، شارك ما مجموعه 45 ناديًا، ووصل 8 منها فقط إلى منصة التتويج بالبطولة: ”باختاكور“ - 16 مرة، ”نفتشي“ - 5 مرات، ”بونيودكور“ - 5 مرات، ”لوكوموتيف“ - 3 مرات، ”دوستليك“ - مرتين، ”MHSK“ - مرة واحدة، ”نافباهور“ - مرة واحدة، ”ناساف“ - مرة واحدة. في السنوات المختلفة، كان عدد الفرق المشاركة في بطولة أوزبكستان مختلفاً. في السنوات الأولى، شارك 16 فريقاً في البطولة، ثم في سنوات مختلفة كان عدد الفرق 14 و18 و20 فريقاً. وفي عام 2025، سيكون عدد فرق البطولة 16 فريقاً.

### كأس أوزبكستان

إنها مسابقة كأس كرة قدم وطنية تنظمها رابطة كرة القدم الاحترافية في أوزبكستان. يتم تنظيم منافسات كأس أوزبكستان منذ عام 1992. الفائز الأول في المسابقة هو نادي نافباهور نامانجان. يحصل الفائز بكأس أوزبكستان على حق المشاركة في دوري أبطال آسيا.
ويعتبر نادي باختاكور لكرة القدم صاحب الرقم القياسي في عدد الانتصارات في كأس أوزبكستان (13 مرة). فاز كل من نادي "بونيودكور" و"ناصافقرشي" 4 مرات، و"نافباهور نامانجان" و"لوكوموتيف طشقند" - 3 مرات لكل منهما، و"نفتشي فارقونا" - مرتين، و"إيه جي إم كيه"، و"أنديجان" و" دوستليك طشقند" - مرة واحدة لكل منهما.

### كأس الدوري الأوزبكي
كأس الدوري الأوزبكي هي مسابقة كرة قدم للرجال سنوية. ولم تقام المسابقة، التي أقيمت منذ عام 2010 من قبل دوري كرة القدم الاحترافي في أوزبكستان واتحاد كرة القدم في أوزبكستان، في الفترة 2016-2018. تم تنظيم بطولة كأس الدوري الأوزبكي لأول مرة في عام 2019. ويشارك في البطولة بشكل أساسي الأندية الأوزبكية، بالإضافة إلى أندية كرة القدم من قرغيزستان وطاجيكستان وتركمانستان وكازاخستان بدعوة من رابطة كرة القدم الأوزبكية. الفائز الأول في المسابقة هو فريق "باختاكور" من طشقند.

### كأس السوبر الأوزبكي

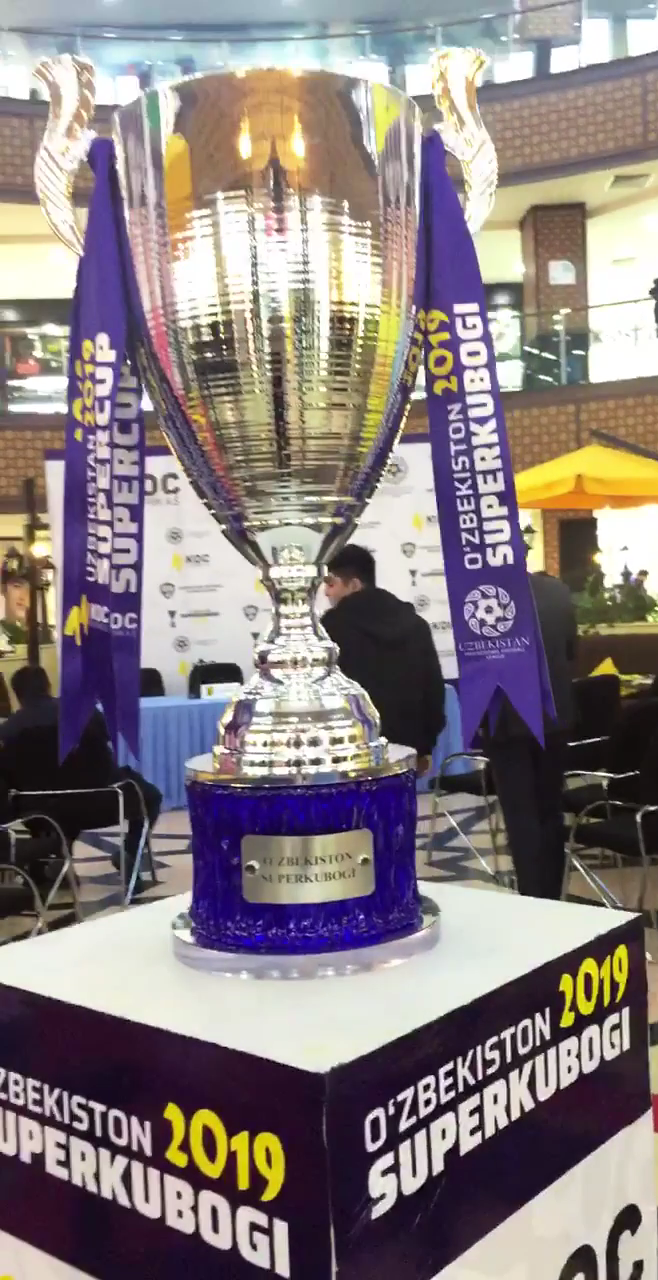
كأس السوبر الأوزبكي 2019

مسابقة كرة قدم تحضيرية مكونة من مباراة واحدة تقام قبل بداية الموسم في أوزبكستان كل عام. يتنافس عليها الفائزون بالدوري الأوزبكي وكأس أوزبكستان في الموسم السابق.

### الدوري الأوزبكي للمحترفين
في 21 نوفمبر 2017، وفقًا لقرار إدارة رابطة الدوري الأوزبكي لكرة القدم، تم تغيير اسم الدوري الأول لأوزبكستان رسميًا إلى الدوري الأوزبكي للمحترفين اعتبارًا من موسم 2018. تم تقليص عدد فرق الدوري من 18 إلى 16 فريقًا.

### الدوري الأوزبكي الأول
لقد تم تشغيله منذ عام 2010. منذ موسم 2010، تم تقسيم منافسات الدوري الأولى إلى منطقتين: المنطقة الشرقية والمنطقة الغربية. تتكون فرق المنطقة الشرقية من أندية كرة القدم الإقليمية أنديجان، نامانجان، فرغانة وطشقند. تتكون فرق المنطقة الغربية من أندية كرة القدم من مناطق سيرداريا، وجيزازاك، ونووي، وسمرقند، وقشقداريا، وسرخندريا، وبخارى، وخوارزم، وجمهورية قرقل باكستان. عدد الفرق المشاركة في كل منطقة: 12.
كانت بطولة الدوري الأوزبكي الأول بمثابة مسابقة من الدرجة الثانية في نظام كرة القدم. بعد إنشاء دوري المحترفين في عام 2018، أعيد تنظيم دوري الدرجة الأولى اعتبارًا من عام 2020 وهو الآن المنافسة من الدرجة الثالثة في البلاد.

### بطولة تحت 21 سنة
مسابقة تتنافس فيها فرق الشباب من فرق الدوري الممتاز في نظام كرة القدم في أوزبكستان. وبموجب لوائح رابطة الدوري الأوزبكي لكرة القدم، سيشارك في البطولة اللاعبون الذين تبلغ أعمارهم 21 عاما أو أقل. وستقام مباريات بطولة تحت 21 سنة بعد يوم واحد من المباريات الرئيسية للمنتخبات.

### بطولة تحت 19 سنة
سيدافع منتخب الشباب تحت 19 عامًا عن شرف أوزبكستان في بطولة العالم للشباب لكرة القدم (تحت 20 عامًا)، وبطولة آسيا تحت 19 عامًا (تحت 19 عامًا) وبطولات أخرى. مسابقة بين فرق تحت 19 سنة من أندية الدوري الممتاز والدوري الاحترافي. تأسست بطولة تحت 19 سنة في عام 2021. فيها ستتنافس جميع أندية الدرجتين الأولى والثانية مع طلابها على الفوز. مسابقة بين فرق تحت 19 سنة من أندية دوري السوبر ودوري المحترفين. تأسست بطولة تحت 19 سنة في عام 2021. فيها ستتنافس جميع أندية الدرجتين الأولى والثانية مع طلابها على الفوز.

## المسابقات التابعة

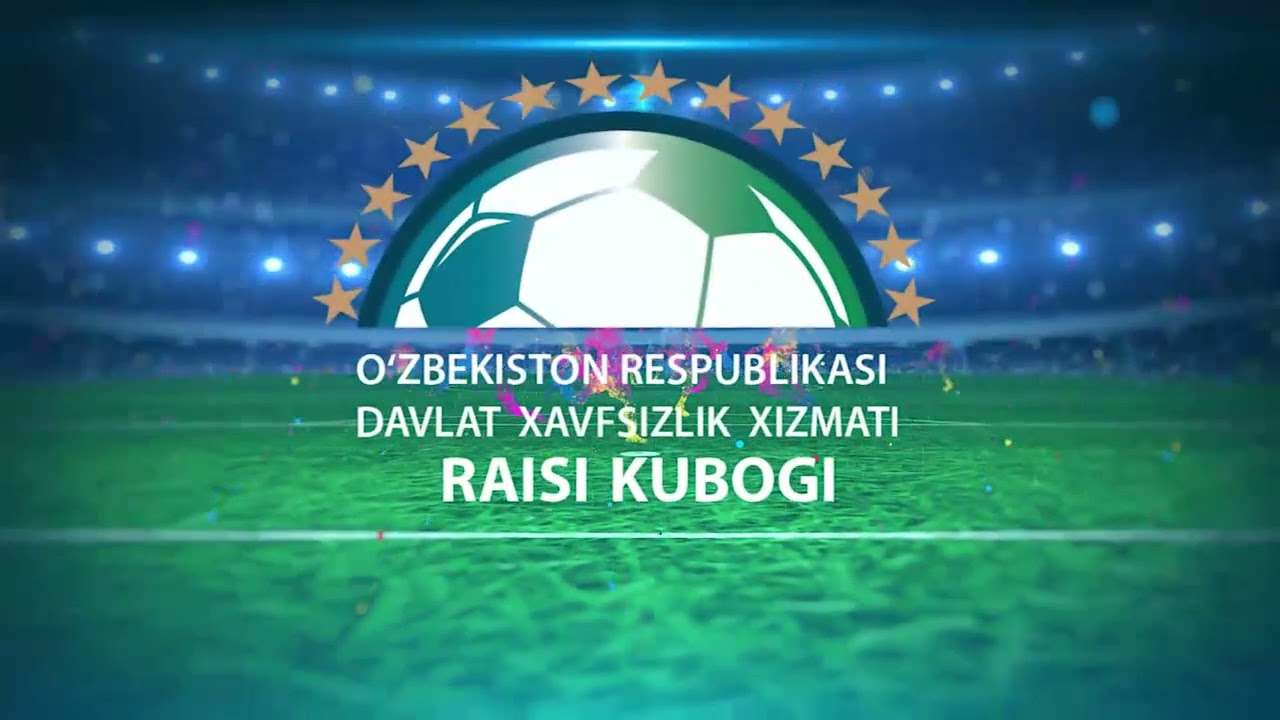
كأس دائرة أمن الدولة

بالتعاون مع جهاز أمن الدولة في جمهورية أوزبكستان ووزارة الرياضة ووكالة شؤون الشباب، أقيمت بطولة كأس جهاز أمن الدولة (بالأوزبكية: DXX kubogi) سوف تعقد.
كما تستضيف مسابقات كأس الطلاب بالتعاون مع وزارة التعليم العالي والعلوم والابتكار، ووزارة الداخلية ، واتحاد كرة القدم.

## الرعاة
تعاونت رابطة كرة القدم الاحترافية الأوزبكية مع شركة " بيبسي كولا " في عامي 2018 و2019. منذ عام 2019، أصبحت شركة كوكا كولا للمشروبات في أوزبكستان الراعي الرسمي للدوري الأوزبكي الممتاز. منذ عام 2020، تم تأسيس التعاون مع شركة التأمين "Apex Insurance". توفر الشركة تأمينًا صحيًا لأكثر من 1500 لاعب محترف مسجل في الدوري. من عام 2021 إلى عام 2022، كان الرعاة هم شركة إبسيلون، وشركة مداد إنفست بنك المساهمة، وشركة تورون إيكو سيمنت، ومصنع جيزاخ للبطاريات. في 16 مارس 2023، أصبحت شركة "BMB Holding" الراعي الرسمي للدوري الممتاز. خلال عام 2023 أيضًا، أصبحت بوابة المعلومات Olcha.uz وشركة الطيران الخاصة "Centrum Air" شركاء لدوري كرة القدم الاحترافي الأوزبكي. في 28 فبراير 2024، أصبحت شركة " أرتيل إلكترونيكس ‏ "، التي تعتبر أكبر علامة تجارية في سوق الأجهزة المنزلية في أوزبكستان، الراعي الرئيسي للدوري الممتاز حتى نهاية عام 2026. في 12 مارس من هذا العام،
"UzCard" أصبحت الشركة شريكًا رسميًا لدوري كرة القدم الاحترافي الأوزبكي. وفي 17 فبراير 2025، أصبحت العلامة التجارية الرياضية "ماكرون" الراعي الرسمي لدوري كرة القدم الأوزبكي.

## الإنجازات

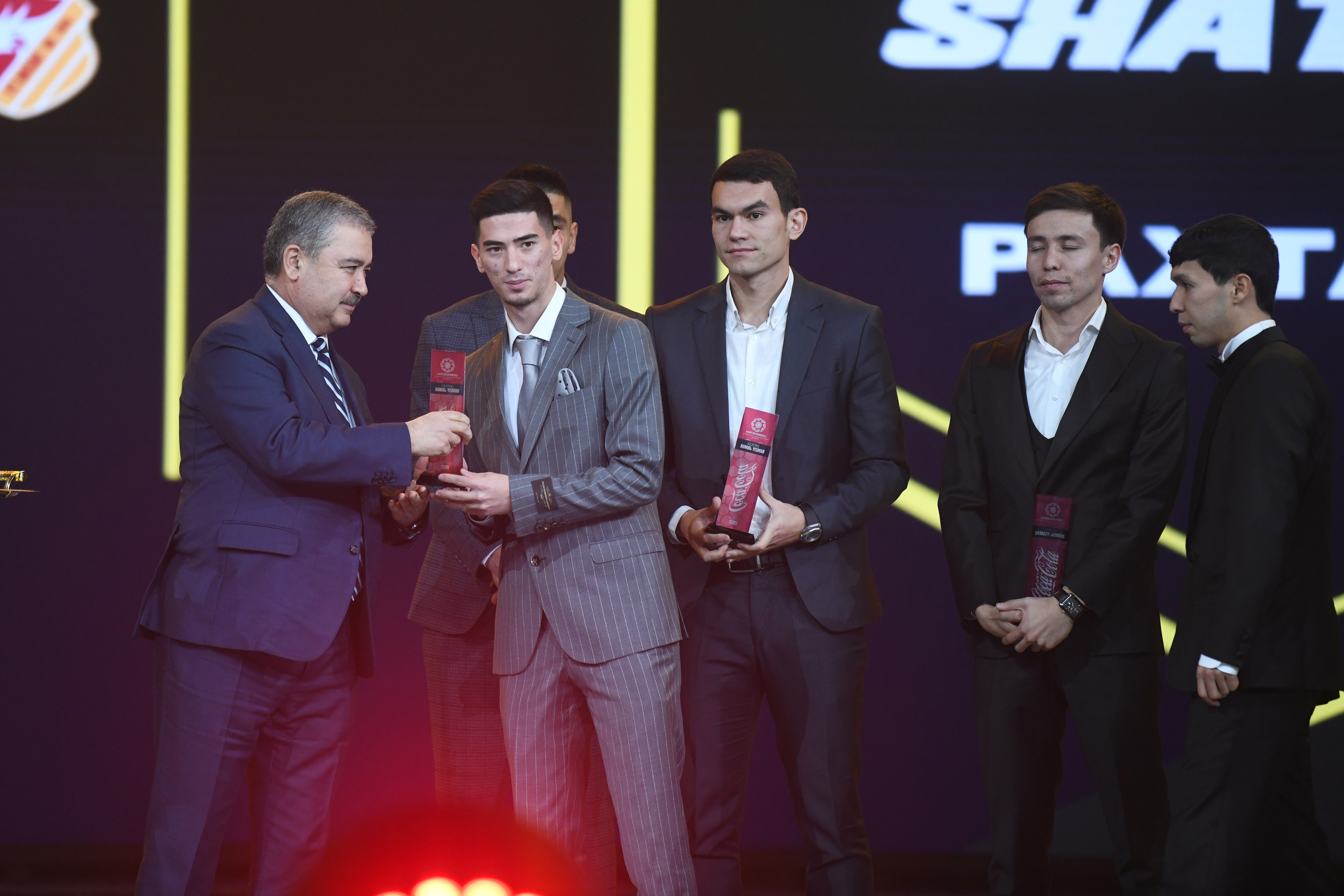
حفل توزيع جوائز UzPFL لعام 2022

يعد الدوري الأوزبكي لكرة القدم الاحترافية أحد الدوريات الرائدة في مجال الترخيص في القارة الآسيوية. في نهاية عام 2021 ‏، حصل 12 ناديًا أوزبكيًا على ترخيص الاتحاد الآسيوي لكرة القدم ، وتم تسجيل ذلك كثالث أفضل نتيجة في القارة. في عام 2021، من بين فرق السيدات، أصبح ناديان من أوزبكستان أول فريقين في آسيا ينجحان في اجتياز الترخيص.
أدرجت وزارة العدل في جمهورية أوزبكستان والجمعية الوطنية للمنظمات غير الحكومية في أوزبكستان UzPFL في قائمة "أفضل 20 منظمة غير حكومية الأكثر شفافية" في عام 2021.